# Terenure
Terenure är en stadsdel i Irlands huvudstad Dublin. Terenure ligger 44 meter över havet och antalet invånare är 7 674.